# Fort Independence (Massachusetts)
Das Fort Independence ist eine aus Granit errichtete Festung zur Verteidigung des Hafens von Boston im Bundesstaat Massachusetts der Vereinigten Staaten. Es befindet sich auf der Halbinsel Castle Island im Stadtteil South Boston und ist die älteste Befestigungsanlage englischen Ursprungs in den Vereinigten Staaten.
Die erste primitive Befestigung wurde an gleicher Stelle bereits im Jahr 1634 errichtet und 1701 durch eine strukturell verbesserte Version namens Castle William ersetzt. Nach der Amerikanischen Revolution wurde es von den Briten zurückgelassen, erneut aufgebaut und zunächst in Fort Adams und später in Fort Independence umbenannt. Das heutige Fort wurde zwischen 1833 und 1851 errichtet und ist heute gemeinsam mit der Insel als State Park geschützt. Es wurde 1970 in das National Register of Historic Places aufgenommen. Bei gelegentlichen Anlässen werden vom Fort aus Salutschüsse abgegeben.

## Geschichte

### Castle William

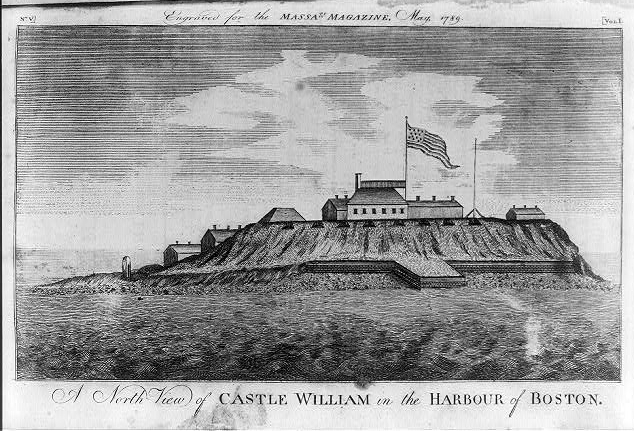
Das neu errichtete Castle William kurz nach der Amerikanischen Revolution

An der Stelle, wo sich heute das Fort Independence befindet, wurden bereits seit 1634 Befestigungsanlagen errichtet. Die ersten Gebäude wurden einfach the Castle (die Burg) genannt; erst die ab 1701 errichteten, größeren Anlagen trugen zu Ehren des Königs Wilhelm III. den Namen Castle William.
Das erste Fort auf Castle Island bestand aus einigen Erdwällen, in denen Kanonen zur Verteidigung der Kolonialsiedlung Boston gegen Angriffe von der Seeseite aus stationiert waren. In den 1640er Jahren wurde diese erste Befestigung durch eine Holzkonstruktion ersetzt, in der sechs Kanonen des Typs Saker und drei kleinere Geschütze stationiert wurden. Einer der ersten Kommandeure des Forts war Captain Richard Davenport, der von 1645 bis 1665 dort die Aufsicht führte, bis er innerhalb der Anlage von einem Blitz tödlich getroffen wurde. Sein Nachfolger Captain Roger Clap führte das Kommando von 1665 bis 1686. Im Jahr 1701 wurde die Holzkonstruktion abgerissen und durch ein neues Fort aus Steinmauern ersetzt, das von Wolfgang William Romer entworfen wurde, der zu diesem Zeitpunkt Chefingenieur der in den amerikanischen Kolonien stationierten britischen Truppen war.
In den Jahren vor der Amerikanischen Revolution war Castle William ein viel genutzter Rückzugsort für britische Bedienstete während der Unruhen und Aufstände in Boston. Insbesondere der Stamp Act des Jahres 1765 und das Massaker von Boston im Jahr 1770 zwangen die Führer der Provinz sowie britische Soldaten, Zuflucht im Fort zu suchen.
Bereits kurz nach dem Ausbruch der Revolution im Jahr 1775 kam es zur Belagerung von Boston durch amerikanische Streitkräfte. Zu dieser Zeit wurde das Castle William zur wichtigsten Befestigung der britischen Armee. Erst der von George Washington angeführten Kontinentalarmee gelang die Befestigung von Dorchester Heights, was letztlich zum Ende der Belagerung führte und die Briten im März 1776 zur Evakuierung von Boston zwang. Bevor sie jedoch die Stadt verließen, legten sie im Fort Feuer und brannten es vollständig nieder.

### Fort Adams
Nach seiner Evakuierung wurde das Fort bereits 1776 durch amerikanische Truppen als Fort Adams wieder aufgebaut, auch wenn es hin und wieder noch als Castle William bezeichnet wurde. Im Jahr 1785 wurde die Anlage durch den Massachusetts General Court offiziell als Gefängnis ausgewiesen und bis 1805 als solches genutzt.
Am 7. Dezember 1797 wurde das Fort in Fort Independence umbenannt. Während der dazugehörigen Feierlichkeiten war auch der amtierende US-Präsident John Adams anwesend. Im darauf folgenden Jahr ging das Eigentum am Gebäude und der Insel an die Regierung der Vereinigten Staaten über. Während des Britisch-Amerikanischen Kriegs 1812 kaperten Einheiten der britischen Marine häufig Handels- und Fischerboote in der Massachusetts Bay, wagten jedoch nie einen Angriff auf den Hafen selbst, da sie aus eigener Erfahrung um die Stärke des Fort Independence wussten.

### Das heutige Fort

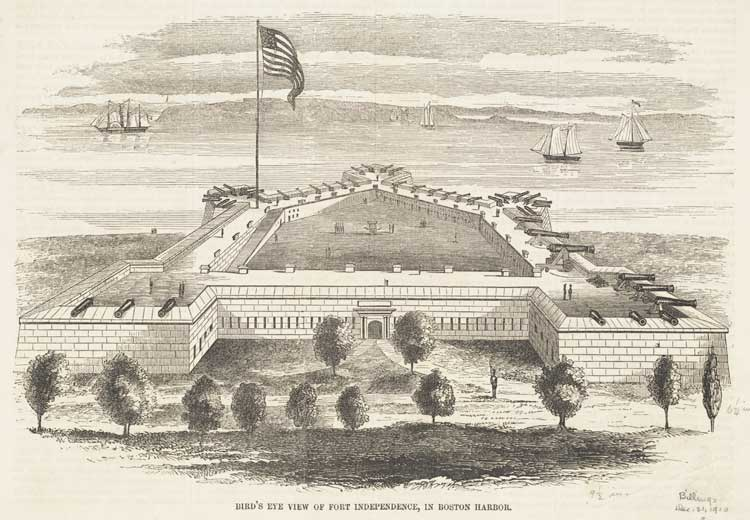
Das Fort Independence kurz nach seiner Fertigstellung ca. 1852

Die Arbeiten am heutigen Fort begannen im Jahr 1833 und wurden von Sylvanus Thayer, einem der zu dieser Zeit in den USA führenden Bauingenieure, beaufsichtigt. Die Mauern der neuen Anlage waren 30 ft (9,14 m) hoch und 5,5 ft (1,68 m) dick. Als Baumaterial wurde beinahe ausschließlich Granit aus Rockport verwendet. Im Jahr 1851 wurden die Arbeiten nach 18 Jahren Bauzeit abgeschlossen. Zur Zeit des Amerikanischen Unabhängigkeitskriegs waren im Fort 96 Kanonen stationiert, darunter viele 15 in (381 mm) Rodmankanonen, die ein 450 Pfund wiegendes Geschoss über 3 mi (4,83 km) weit schießen konnten.
Zu Beginn des Sezessionskriegs im Jahr 1861 war im Fort Independence das vierte Bataillon der Massachusetts Volunteer Militia (heute Massachusetts State Defense Force) stationiert. Mindestens zwei weitere Infanterieregimente wurden im Fort während des Kriegs ausgebildet.
Nach dem Ende des Kriegs wurde die Anlage zunehmend weniger genutzt, da seine Bedeutung durch das – ebenfalls von Thayer entworfene – größere Fort Warren reduziert worden war. In den 1880er Jahren entwickelte der Landschaftsarchitekt Frederick Law Olmsted eine Folge von Parkways und Parks in Boston, die als Emerald Necklace bekannt sind. Ein ursprünglicher Bestandteil dieses Systems war auch der Dorchesterway, der Castle Island mit dem Rest des Emerald Necklace verbinden sollte. Tatsächlich wurde der Dorchesterway nie gebaut, jedoch ließ die Stadt Boston in den 1890er Jahren rund um das Fort Independence eine große Parklandschaft errichten. Im Jahr 1890 trat die Regierung der Vereinigten Staaten die Insel (ohne das Fort) an die Stadt Boston ab, die daraufhin damit begann, das Marschland zwischen der Insel und South Boston aufzufüllen, um an dieser Stelle Grünanlagen und Promenaden zu errichten. Dieser Prozess wurde in den 1920er Jahren abgeschlossen, so dass Castle Island seither keine Insel im eigentlichen Sinne mehr ist. Bereits 1908 wurde auch das Fort von der Bundesregierung an die Stadtverwaltung abgetreten.

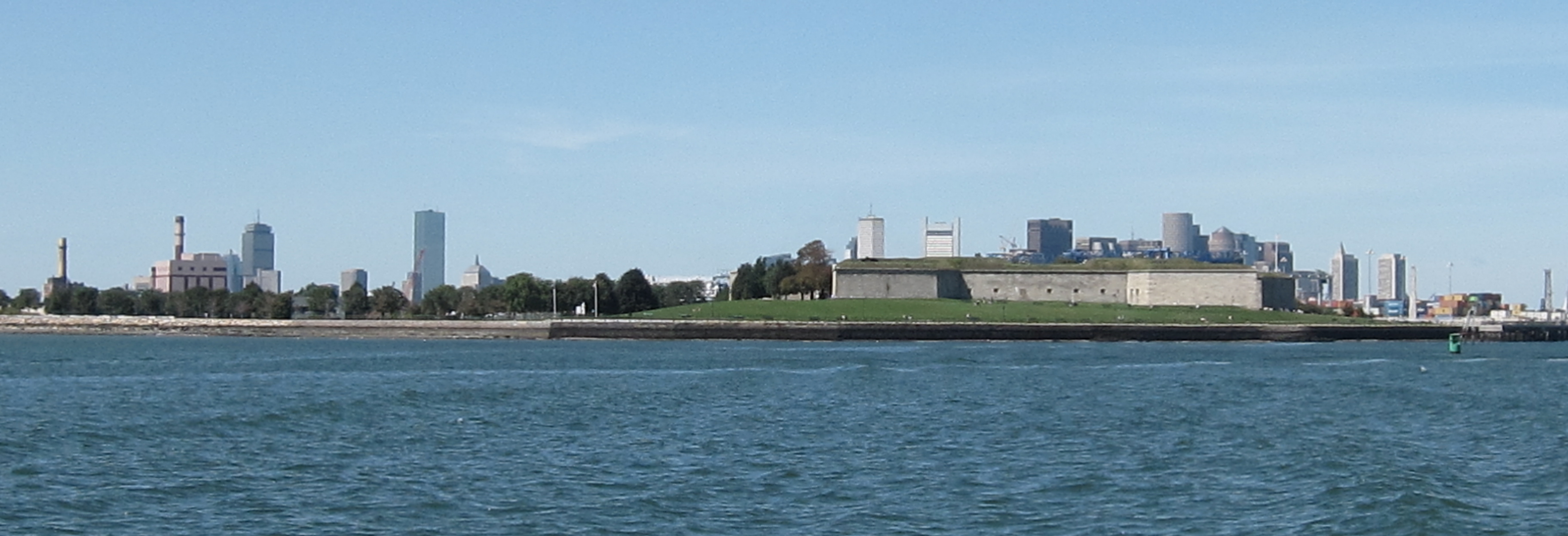
Castle Island und das Fort Independence weisen den Weg in den heutigen Boston Harbor.

Im Jahr 1898 ging das Eigentum an Castle Island während des Spanisch-Amerikanischen Kriegs noch einmal kurzzeitig auf die Bundesregierung der Vereinigten Staaten über, wurde aber bereits 1899 wieder an die Stadt Boston zurückgegeben. Das Militär übernahm die Kontrolle des Forts wieder während des Ersten und Zweiten Weltkriegs, wo auch Flugabwehrkanonen dort stationiert wurden. Im Ersten Weltkrieg diente das Fort vorwiegend als Lagerstätte für kleinkalibrige Munition, während im Zweiten Weltkrieg die United States Navy dort mit einem Degausser eine Einrichtung zur Entmagnetisierung ihrer Schiffe unterhielt. Nach dem Ende beider Konflikte wurde das Fort jeweils umgehend an die Stadt Boston zurückgegeben.
Im Jahr 1962 übertrug die Bundesregierung der Vereinigten Staaten das Eigentum an der Insel und dem Fort dauerhaft auf den Commonwealth of Massachusetts. Heute wird es vom Massachusetts Department of Conservation and Recreation gemeinsam mit der gemeinnützigen Castle Island Association verwaltet. Während seiner gesamten Geschichte ging vom Fort niemals ein Angriff aus.

## Edgar Allan Poe
Eine Geschichte über das Fort, die zum einen sehr bekannt ist und zum anderen zugleich als sehr unwahrscheinlich eingestuft wird, war der Überlieferung nach die Inspiration für eine der bekanntesten Arbeiten von Edgar Allan Poe. Ein Denkmal außerhalb der westlichen Artilleriebatterie des Forts markiert das Grab von Lieutenant Robert F. Massie, der in einem Duell an dieser Stelle am 25. Dezember 1817 getötet wurde. Der Folklorist Edward Rowe Snow berichtet, dass Massie so sehr beliebt unter den anderen Soldaten des Forts war, dass diese ihre Frustration an dem Gewinner des Duells Lieutenant Gustavus Drane ausließen, indem sie ihn lebendig in einer Kammer in den Katakomben des Forts einmauerten. Edgar Allan Poe hörte laut Snow von dieser Legende während seiner Dienstzeit beim Militär und schrieb auf dieser Basis die Kurzgeschichte Das Fass Amontillado.
Die angesprochene Legende jedoch entspricht nicht vollständig den historischen Tatsachen. Das Duell fand tatsächlich statt, doch Drane wurde nicht von den Soldaten des Forts ermordet, sondern setzte im Gegenteil seine militärische Karriere fort und wurde später in den Rang eines Captain befördert. Nach dem Zweiten Weltkrieg wurden die sterblichen Überreste von Lieutenant Massie zum Friedhof am Fort Devens in Ayer verlegt.